# Rhodocybe dingleyae
Rhodocybe dingleyae är en svampart som beskrevs av E. Horak 1979. Rhodocybe dingleyae ingår i släktet Rhodocybe och familjen Entolomataceae.   Inga underarter finns listade i Catalogue of Life.